# Xã Ferdinand, Quận Dubois, Indiana
Xã Ferdinand (tiếng Anh: Ferdinand Township) là một xã thuộc quận Dubois, tiểu bang Indiana, Hoa Kỳ. Năm 2010, dân số của xã này là 3.629 người.

## Địa Lý
Dựa theo cuộc điều tra dân số vào năm 2010, tổng cộng diện tích của thị trấn là 37,34 dặm vuông (tương đương 96,7 km²). Trong số đó, diện tích đất chiếm 37,04 dặm vuông (khoảng 95,9 km²), tương đương 99,20%, còn lại 0,3 dặm vuông (khoảng 0,78 km²) tương đương 0,80% là diện tích mặt nước. Hồ Camp Ground là một phần nằm trong ranh giới của thị trấn này.
Đồng thời, khu vực rừng quốc gia và hồ bang Ferdinand cũng tọa lạc trong phạm vi của thị trấn Ferdinand.